# Blennodia canescens
Blennodia canescens là một loài thực vật có hoa trong họ Cải. Loài này được R.Br. mô tả khoa học đầu tiên năm 1849.